# Pseudochazara obscura
Pseudochazara obscura är en fjärilsart som beskrevs av Otto Staudinger 1881. Pseudochazara obscura ingår i släktet Pseudochazara och familjen praktfjärilar. Inga underarter finns listade i Catalogue of Life.